# Rua do Riachuelo
 (septembre 2024).
La Rua do Riachuelo (aujourd'hui Rua Riachuelo) est une voie de Rio de Janeiro.

## Situation et accès
Elle est située dans le quartier Centro, débutant à la Praça Cardeal Câmara, dans le quartier de Lapa et se terminant Rua Frei Caneca.
C'était l'une des routes principales de la ville pendant la Colonie et l'empire du Brésil, car elle reliait le Centre aux périphéries, comme São Cristóvão.

## Origine du nom
Elle rend honneur de la bataille navale de Riachuelo au cours de laquelle l'escadre brésilienne fut victorieuse des forces paraguayennes, le 11 juin 1865, dans les eaux du fleuve Paraná. 

## Historique
L'existence à la fin du XVIIe siècle d'une grande propriété appelée Chácara da Bica, située sur le côté gauche du chemin lui a donné son nom initial puis elle a elle reçut en 1865 le nom de « rua do Riachuelo ».
Dans la fiction, c'était le lieu de la résidence d'enfance du protagoniste Bento Santiago, dans le roman Dom Casmurro, de Machado de Assis.